# Nayef Aguerd
Nayef Aguerd (arabski: نايف أكرد, ur. 30 marca 1996 w Al-Kunajtira) – marokański piłkarz, występujący na pozycji obrońcy, reprezentant Maroka. Półfinalista Mistrzostw Świata w 2022 roku.

## Życiorys

### Kariera klubowa
W latach 2013–2018 był zawodnikiem FUS Rabat z GNF 1. 1
2 czerwca 2018 podpisał kontrakt z francuskim klubem Dijon FCO z Ligue 1, umowa do czerwca 2021; kwota odstępnego 1,60 mln euro.
14 sierpnia 2020 roku trafił do francuskiego Stade Rennais za kwotę 4 mln euro
1 lipca 2022 roku za kwotę 30 mln funtów trafił do angielskiego pierwszoligowego West Hamu. Swój debiut w Premier League zaliczył w przegranym wynikiem 0:2 meczu przeciwko Leicester City.  
7 czerwca 2023 roku w finale zwyciężył Ligę Konferencji UEFA. W finale West Ham zmierzył się z włoskim ACF Florentiną. Mecz zakończył się wynikiem 2:1, a Aguerd sięgnął po pierwsze europejskie trofeum. Bramki w finale dla Anglików strzelili Saïd Benrahm i Jarrod Bowen.

### Kariera reprezentacyjna
W reprezentacji Maroka zadebiutował 31 sierpnia 2016 na stadionie Loro-Boriçi (Szkodra, Albania) w zremisowanym 0:0 meczu towarzyskim przeciwko Albanii.

## Sukcesy

### West Ham United
- Liga Konferencji Europy UEFA: 2022/23

### FUS Rabat
- Zwycięzca GNF 1: 2015/2016[11]
- Puchar Maroka: 2014/15

### Reprezentacja Maroko
- Zwycięzca w Mistrzostwach Narodów Afryki: 2018[11]